# Rafekärnor

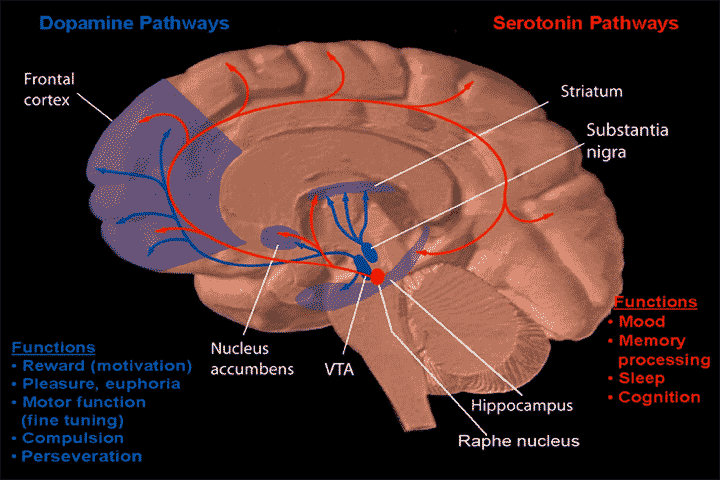
Dopaminerga och serotonerga nervbanor i hjärnan.

Rafekärnorna (lat. nuclei raphes) är en grupp kärnor i hjärnstammen. Den största av dessa är nucleus raphes magnus, som är en oparad kärna belägen centralt mellan förlängda märgen och pons. De är viktiga eftersom de innehåller stora delar av kroppens serotonerga nervceller. 
Man tror att antidepressiva läkemedel av typen SSRI-preparat agerar på serotonerga nervceller i nuclei raphes, samt deras målvävnader i storhjärnan.